# Zestyk rozwierny przekaźnika
Zestyk rozwierny przekaźnika (ang. b-contact lub break contact) – zestyk w przekaźniku znajdujący się w stanie zamknięcia, jeśli brak wielkości zasilającej, i przechodzący w stan otwarcia, jeżeli ta wielkość się pojawi.